# Plevna (bâtiment)
Pour les articles homonymes, voir Plevna.
Plevna est un ancien bâtiment de tissage industriel situé dans la zone de l'usine Finlayson au centre de Tampere en Finlande.

## Présentation
Plevna est construit au coin des rues Satakunnankatu et Itäinenkatu.
Plevna fut le premier bâtiment éclairé par un ampoule électrique de Thomas Edison dans les pays nordiques et l'empire russe. 
La lumière électrique s'est allumée pour la première fois dans le bâtiment le 15 mars 1882,,.
Le bâtiment porte le nom de la ville bulgare de Pleven et de sa "libération" après le Siège de Plevna lors de la Guerre russo-turque de 1877-1878.
Plevna abrite actuellement une salle de cinéma de la chaîne Finnkino, la brasserie-restaurant Plevna et la microbrasserie Koskipanimo.

## Galerie

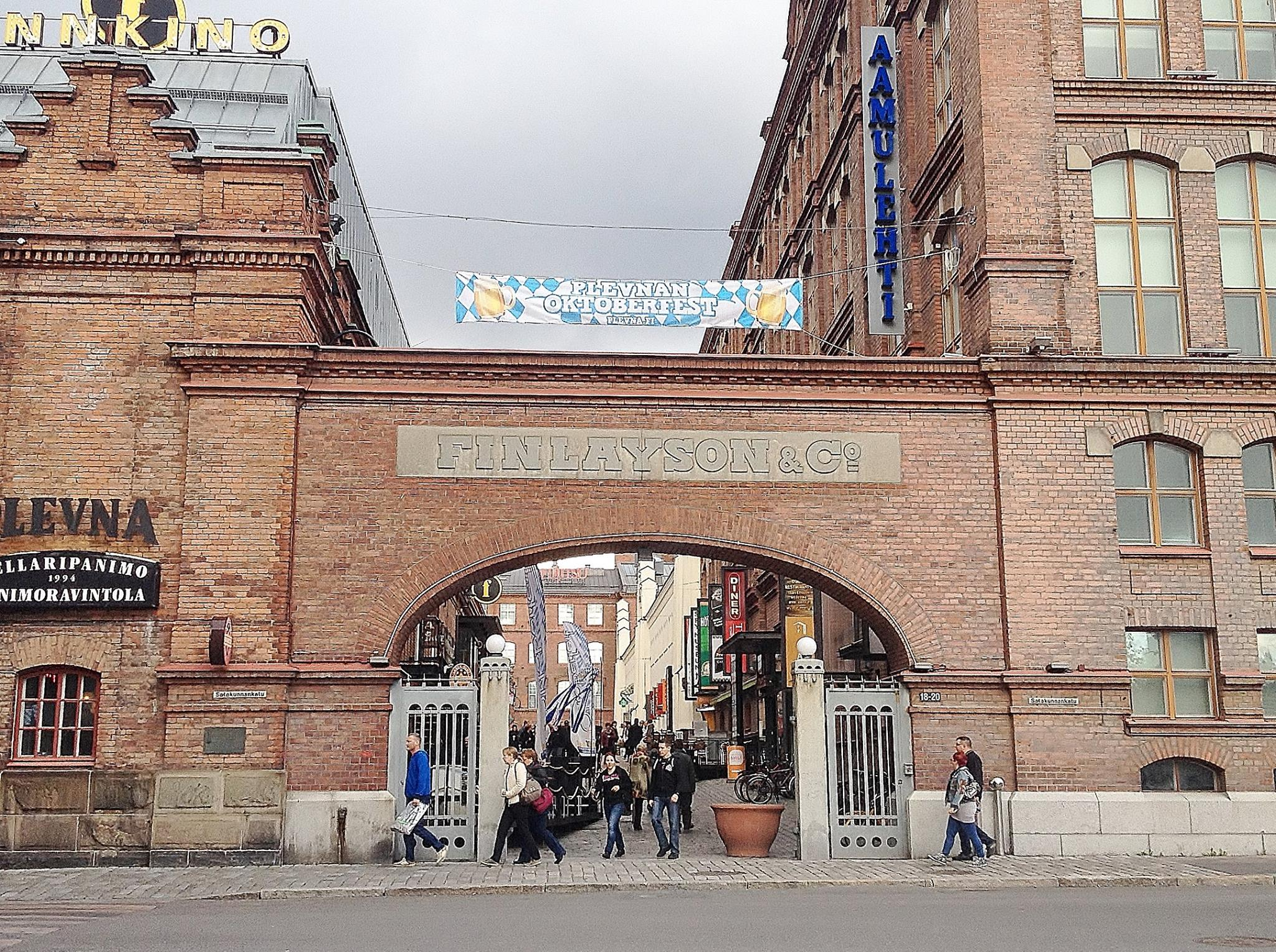
Plevna.
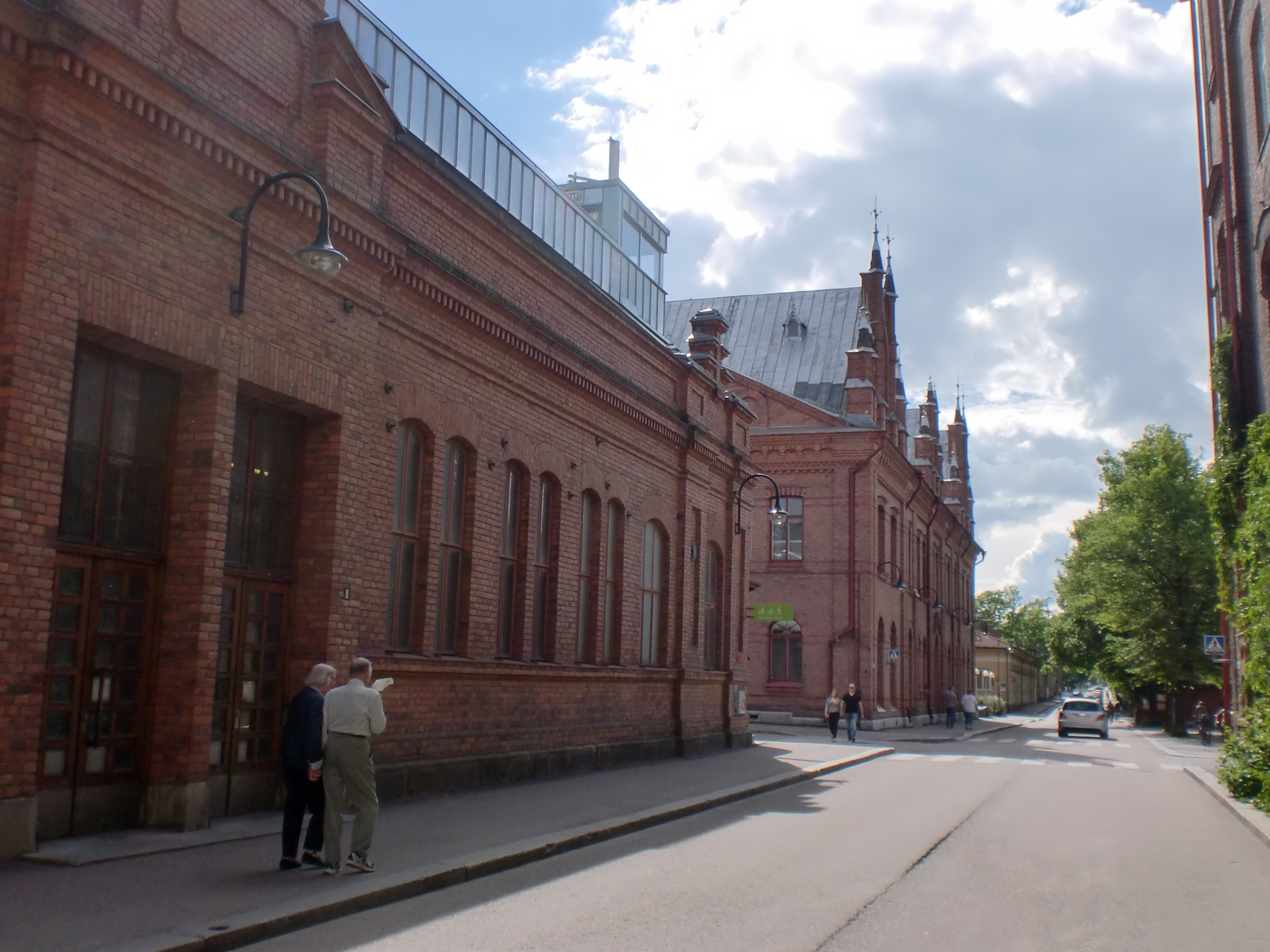
Plevna.
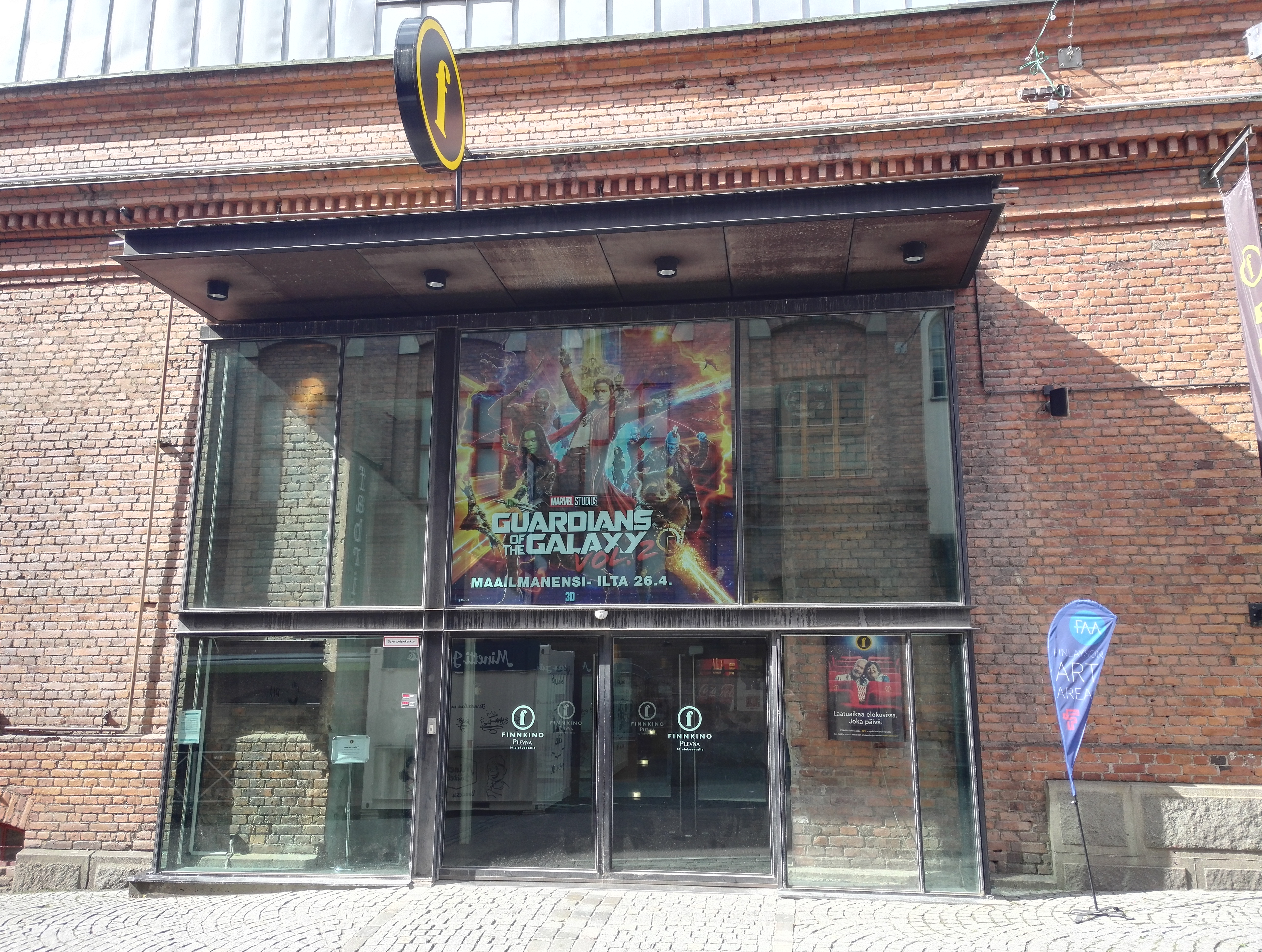
Entrée du cinéma.
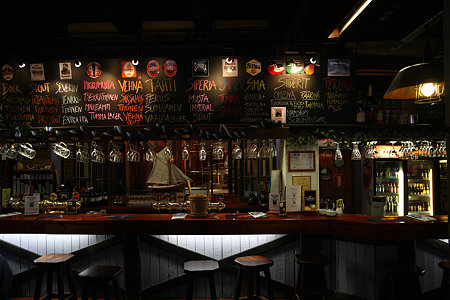
La microbrasserie.